# AIA Group
AIA Group (American International Assurance, 美國友邦保險) — крупнейшая страховая компания Гонконга, её штаб-квартира расположена в небоскрёбе AIA Central (округ Сентрал). В списке крупнейших публичных компаний мира Forbes Global 2000 за 2019 год заняла 113-е место, в том числе 71-е по рыночной капитализации, 152-е по активам, 252-е по чистой прибыли и 253-е по обороту; из китайских компаний в этом списке заняла 22-е место.
До финансового кризиса 2008 года компания входила в состав страховой группы AIG, но в 2009 году, наряду с другими подразделениями американского гиганта (например, ALICO), стала самостоятельной.

## История
Предшественник компании был основан в 1919 году американцем Корнелиусом Вандером Старром в Шанхае под названием «Азиатская компания по страхованию жизни» (Asia Life Insurance Company), в 1931 году было открыто отделение в Гонконге. После установления в Китае коммунистического режима штаб-квартира компании была перенесена в Нью-Йорк, а название изменено на «Американскую международную страховую компанию» (American International Assurance Company), а впоследствии на AIG. В 1992 году AIG первой из западных страховых компаний получила право открыть отделение в КНР, а в 1998 году вернула себе историческое здание на набережной Вайтань (The Bund).
В 2009 году AIG оказалась наиболее пострадавшей от мирового финансового кризиса и была реструктуризирована, из её азиатских активов была сформирована AIA Group со штаб-квартирой в Гонконге. В 2010 году акции AIA были размещены на Гонконгской фондовой бирже, что стало третьим крупнейшим IPO биржи, принёсшим $20,5 млрд; в 2011 году акции компании вошли в состав индекса Hang Seng. В 2013 году были куплены операции ING в Малайзии и дочерняя компания Aviva в Шри-Ланке. В 2014 году было сформировано партнёрство с Citibank в 11 странах Азии; также в этом году компания стала титульным спонсором футбольного клуба Тоттенхэм Хотспур (оставалась им до 2019 года). В ноябре 2019 года была завершена покупка страхового бизнеса австралийского Commonwealth Bank of Australia.
В августе 2020 года в Шанхае была учреждена AIA Life Insurance — стопроцентно дочерняя компания AIA Group и первая в континентальном Китае компания по страхованию жизни, основанная исключительно на иностранном капитале.

## Деятельность
Основным каналом продажи полисов является собственная сеть страховых агентов, на банки-партнёры приходится около 18 % страховых контрактов, ещё 10 % распространяются через страховых брокеров, частные банки и независимых консультантов. У компании 33 млн индивидуальных клиентов и 16 млн членов группового страхования. Компания состоит из восьми подразделений, сформированных по географическому принципу:
- Гонконг (43 % выручки, 40 % чистой прибыли)
- Таиланд (14 % выручки, 14,5 % чистой прибыли)
- Сингапур (12 % выручки, 12 % чистой прибыли)
- Материковый Китай (13 % выручки, 11 % чистой прибыли)
- Малайзия (7 % чистой прибыли)
- Корея
- Другие рынки (Австралия, Индонезия, Новая Зеландия, Филиппины, Шри-Ланка, Тайвань, Вьетнам и Индия)
- Корпоративный центр[6][10][11].

AIA Group имеет отделения и дочерние компании в Китае (присутствует с 1919 года), Макао (с 1982 года), Тайване (с 1990 года), Филиппинах (с 1947 года), Вьетнаме (с 2000 года), Таиланде (с 1938 года), Малайзии (с 1948 года), Сингапуре (с 1931 года), Брунее (с 1957 года), Южной Корее (с 1987 года), Японии, Индии (с 2001 года, совместное предприятие с Tata Group, 49 %), Индонезии (с 1984 года), Камбодже (с 2015 года), Австралии (с 1972 года) и Новой Зеландии (с 1981 года), а также представительство в Мьянме (с 2013 года).
Выручка за 2020 год составила 50,36 млрд долларов США, из них 35,78 млрд пришлось на страховые премии (33,33 млрд с учётом расходов на перестрахование), 16,71 млрд — на инвестиционный доход; страховые выплаты составили 36,87 млрд долларов. Активы в основном вкладываются в ценные бумаги с фиксированной доходностью — гособлигации (58,1 млрд, КНР, Таиланда, Южной Кореи, Сингапура и других стран), облигации госучреждений (34,1 млрд), корпоративные облигации (110,4 млрд); в акции на конец 2020 года было вложено 59,2 млрд долларов.
|                     | 2009  | 2010  | 2011  | 2012  | 2013  | 2014  | 2015  | 2016  | 2017  | 2018  | 2019  | 2020  |
| ------------------- | ----- | ----- | ----- | ----- | ----- | ----- | ----- | ----- | ----- | ----- | ----- | ----- |
| Оборот              | 19,02 | 18,39 | 14,39 | 20,39 | 21,89 | 25,43 | 23,35 | 28,20 | 38,33 | 36,30 | 47,24 | 50,36 |
| Чистая прибыль      | 1,757 | 2,710 | 1,608 | 3,029 | 2,849 | 3,468 | 2,792 | 4,212 | 6,187 | 3,226 | 6,018 | 5,779 |
| Активы              | 90,66 | 107,9 | 114,5 | 134,4 | 147,4 | 166,9 | 169,8 | 185,1 | 215,7 | 229,8 | 284,1 | 326,1 |
| Собственный капитал | 14,96 | 19,64 | 21,42 | 26,83 | 24,83 | 30,96 | 31,42 | 35,31 | 42,37 | 39,41 | 55,40 | 63,67 |

## Акционеры
Основными акционерами AIA Group являются американские инвестиционные компании Capital Research & Management Co (7,4 %), The Vanguard Group (2,8 %), Baillie Gifford & Co (1,8 %), BlackRock Fund Advisors (1,7 %), JPMorgan Investment Management (1,6 %), Fidelity Management & Research Co (1,4 %), Invesco Advisers (1,1 %), а также норвежский суверенный фонд Norges Bank Investment Management (1,4 %).